# The Crossing Policeman
The Crossing Policeman è un cortometraggio muto del 1913. Il nome del regista non viene riportato nei credit.

## Trama
L'amore che prova per Lillian Sinclair, una fanciulla zoppa, costa il posto a Patrick Murphy, agente di polizia. Ma la ragazza riuscirà a guarire per merito di un medico che la prende in cura.

## Produzione
Il film fu prodotto dalla Essanay Film Manufacturing Company.

## Distribuzione
Distribuito dalla General Film Company, il film - un cortometraggio di una bobina - uscì nelle sale cinematografiche USA il 18 aprile 1913.